# Єжи Косинський
Єжи Косинський (пол. Jerzy Kosiński; при народженні Юзеф Левінкопф (пол. Józef Lewinkopf); 14 червня 1933, Лодзь — 3 травня 1991, Нью-Йорк) — польсько-американський письменник і дворазовий президент американського відділення ПЕН, який писав переважно англійською.
Він відомий своїми романами, серед яких «Бути там» (1971) та «Розфарбований птах» (1965), що були екранізовані у 1979 та 2019 роках відповідно.

## Біографія

### Раннє життя
Косинський народився під ім'ям Юзеф Левінкопф у єврейській родині в Лодзі, Польща. У дитинстві під час Другої світової війни він жив у центральній Польщі під фальшивим ім'ям Єжи Косинський, яке дав йому батько. Євгеніуш Оконь, католицький священник, видав йому підроблене свідоцтво про хрещення, і сім'я Левінкопф пережила Голокост завдяки місцевим селянам, які надавали допомогу польським євреям, часто з великим ризиком для себе. Батькові Косинського допомагали не лише керівники міста та священнослужителі, але й такі особи, як Маріанна Пасьова, членкиня підпільної мережі, яка допомагала євреям уникати арешту. Сім'я відкрито жила в Домброві-Жечицькій, поблизу Стальової Волі, і відвідувала церкву в сусідній Волі-Жечицькій за підтримки мешканців села Кемпа-Жечицька. Деякий час їх прихистила католицька родина в Жечиці-Окронґла. Єжи навіть служив вівтарником у місцевому костелі.
Після закінчення війни Косинський з батьками переїхав до Єленя-Ґури. У віці 22 років він здобув наукові ступені з історії та соціології в Лодзькому університеті, після чого став асистентом викладача в Польській академії наук. Косинський також навчався в Радянському Союзі та служив снайпером у польській армії.

### Еміграція до США
Щоб емігрувати до Сполучених Штатів у 1957 році, він створив фальшивий фонд, який нібито спонсорував його. Пізніше він стверджував, що підробив листи від відомих комуністичних діячів, які гарантували його лояльне повернення до Польщі, як це тоді вимагалося для всіх, хто залишав країну.
Спочатку Косинський працював на випадкових роботах, щоб прогодуватися, в тому числі за кермом вантажівки, і йому вдалося закінчити Колумбійський університет. Він став американським громадянином у 1965 році. Він також отримав гранти від Фонду Гуґґенгайма у 1967 році та Фонду Форда у 1968 році. У 1970 році він отримав премію Американської академії мистецтв і літератури. Гранти дозволили йому написати політичну нонфікшн книгу, яка відкрила нові можливості. Він став викладачем Єльського, Принстонського, Девенпортського та Веслеянського університетів.
Косинський займався фотомистецтвом, його персональні виставки відбулися у варшавській галереї «Криве коло» (1957) та в галереї Андре Зарре в Нью-Йорку (1988).
У 1962 році Косинський одружився зі спадкоємицею американської сталеливарної компанії Мері Гейворд Вейр. Через чотири роки вони розлучилися. Вейр померла у 1968 році від раку мозку, не залишивши Косинського у своєму заповіті. Він вигадав свій шлюб у романі «Побачення наосліп», розповідаючи про Вейр під псевдонімом Мері-Джейн Кіркленд. Пізніше, у 1968 році, Косинський одружився з Катериною «Кікі» фон Фраунгофер (1933-2007), консультантом з маркетингу та нащадком баварського дворянства.

### Смерть
Наприкінці життя Косинський страждав від численних хвороб і зазнавав нападок з боку журналістів, які звинувачували його в плагіаті. Наприкінці 50-х років він страждав від нерегулярного серцебиття.
Він наклав на себе руки 3 травня 1991 року, прийнявши смертельну кількість алкоголю та наркотиків, обмотавши голову поліетиленовим пакетом і задихнувшись. У його передсмертній записці було написано: «Я йду з життя: Зараз я засну трохи довше, ніж зазвичай. Назвіть це вічністю». Останки Косинського були кремовані, а його прах розвіяли над невеликою бухтою в Каса-де-Кампо в Домініканській Республіці.

### Переклади українською
- Єжи Косинський. Розфарбований птах. Переклад з англійської: Єлена Даскал. Харків: КСД, 2018. 288 стор. ISBN 978-617-12-5063-5[14]

## Фільмографія
- «Бути там» (роман і сценарій, камео в гала-сцені, 1979)
- «Червоні» (актор, 1981) — Григорій Зінов'єв
- «Статуя Свободи» (1985) — грає себе
- «Лодзьке гетто» (1989) — Мордехай Хаїм Румковський (озвучення)
- «Religion, Inc.» (актор, 1989) — жебрак (остання роль у фільмі)
- «Пофарбоване пташеня» (2019)